# Sidi 'h' Bibi
Sidi 'h' Bibi est une chanson du groupe Mano Negra, issue de l'album Puta's Fever, chantée en arabe par le percussionniste du groupe Philippe Teboul. À sa sortie, la chanson ne passe pas à la radio parce que chantée en arabe, en pleine guerre du Golfe.
Cette chanson ancienne est transmise par tradition orale au sein des pays du Maghreb. L'une des plus célèbres reprise étant celle de Salim Halali. Cette chanson a aussi été reprise en Israël par Lehakat Sfatayim sous le nom "ללה ימללי – חביבי דיאלי Lalla Yemlally Chabibi Dialli" et elle est désormais utilisée pour fêter la Mimouna chaque année.
Elle a été reprise en 1990 dans la compilation Diversion de Virgin par le chanteur Renaud. Cette reprise est incluse à la compilation Les Introuvables de 1995.
Elle a été reprise en 2001 par le groupe Flor del Fango, sur l'album Mano Negra Illegal, disque hommage à la Mano Negra.